# Reloj de Manuel Belgrano
El reloj de Manuel Belgrano es un objeto que perteneció al prócer argentino, y que se encontraba exhibido en el Museo Histórico Nacional hasta su robo en el mes de junio de 2007. Hasta aquel hecho, se trataba de una de las piezas más representativas que pertenecían a la colección del museo, por la importancia del personaje histórico y dado que, según la tradición, se trató de la última pertenencia de Manuel Belgrano, uno de los mayores personajes de la independencia argentina. La pieza había sido un regalo a Belgrano por parte del rey inglés Jorge III, de oro y esmalte, además del monograma del argentino grabado. 
Desde entonces, nunca se ha vuelto a saber sobre su paradero, y todos los intentos para recuperarlo por parte de distintos organismos —como Interpol, la Secretaría de Cultura de la Nación o la Aduana han resultado infructuosos—. Sin embargo, las autoridades argentinas lograron condenar a tres miembros de una familia por el robo, tratándose de la primera banda especializada en el robo a museos en la historia criminal de la Argentina. Pese a la condena, los criminales nunca dieron ninguna pista sobre el destino del objeto, negando siempre la autoría del atraco.

## Historia
El reloj había sido obsequiado por el rey Jorge III a Manuel Belgrano en 1815, cuando éste se encontraba en Inglaterra por una misión diplomática y se trataba de un regalo de cortesía. Además de ser una pieza de oro y esmalte con su monograma grabado, con números latinos, y una cadena de cuatro eslabones y pasador, tenía la efigie del marqués de Lafayette. La especial devoción que guardaba Belgrano al reloj era debido a la efigie de Lafayette, personaje al cual admiraba. El reloj se encontraba detenido a las nueve y dos minutos.
La pieza había cobrado especial significación dado que Belgrano se encontraba en la absoluta pobreza, puesto que el Estado argentino nunca terminó de pagarle lo que le correspondía por sus servicios al país, así como también el mismo Belgrano donó el dinero que obtuvo en las batallas en las que había triunfado para la construcción de escuelas, que nunca llegaron a materializarse hasta muchísimos años después. Con dinero prestado, decidió en 1919 regresar a Buenos Aires, tras haber habitado el norte de la Argentina, país que comenzaba a sumirse en diversos enfrentamientos internos. Lo hizo con Joseph James Thomas Redhead, médico escocés, que había llegado al Virreinato del Río de la Plata a prestar servicios a la causa independentista y se encontraba ayudando a Martín Miguel de Güemes, quien lo dispensó de sus servicios para que pueda atender a Belgrano, aquejado de diversas dolencias, como paludismo e hidropesía. Redhead convocó al médico irlandés John Sullivan, en ese entonces de 23 años, para que lo asista.
Se instaló en su casa natal de la calle Pirán —actual avenida Belgrano—. En su lecho de muerte, poco antes de fallecer, como no podía pagarle los honorarios a Redhead, le entregó el reloj como pago. Además, le entregó los muebles que disponía en su casa. Instituyó a un albaceas para que le puedan terminar de pagar los honorarios a los médicos que le atendieron.
Redhead decidió no quedarse con el reloj y devolverlo a la familia Belgrano. En 1901, uno de sus descendientes Carlos Vega Belgrano, lo donó a la colección del Museo Histórico Nacional.

### Robo
El reloj se encontraba exhibido en el Museo Histórico Nacional, como una de las piezas centrales de la colección. Ello debido a que dicho objeto era mencionado constantemente en la historiografía argentina, ya que se destacaba que, habiendo sido Belgrano una de las figuras más importantes de la independencia, había muerto en la pobreza y con pocos bienes. El robo fue advertido el 30 de junio de 2007, entre las 13.30 y 14 horas de aquel día. Si bien tenía una tasación de 400 mil euros por sí mismo, el hecho simbólico de haber sido una de las últimas pertenencias de Belgrano le otorgaba un valor invaluable. En ese memoneto, las gestiones realizadas por el Gobierno argentino, sobre todo por la entonces Secretaria de Cultura de la Nación, conducida por José Nun, fueron totalmente infructuosas. Además de los correspondientes avisos a los integrantes pertenecientes a la Organización Mundial de Aduanas y a Interpol, se habilitó un número de teléfono especial para quienes puedan aportar datos al respecto, como una recompensa.
La causa judicial, gracias a una filmación de escasa calidad, pudo determinar que el ladrón simplemente forzó la vitrina donde se encontraba el reloj, atado con un cable, y retiró el objeto y se retiró sin que ningún guardia de seguridad advirtiera de la maniobra. El museo fue clausurado y tras una inspección judicial e inventario, se comprobó que no era la única pieza que se había sustraido en los últimos tiempos. Ello motivó una causa penal para el director del museo, José Antonio Pérez Gollán, por incumplimiento de los deberes de funcionario público.
En ese momento, varios museos detectaron robos y el mismo modus operandi, lo que permitió la detención y posterior condena de una familia de ladrones, que se había especializado en robos a museos —hecho inédito en la criminología argentina—, la cual estaba integrada por los hermanos Jorge y Nazareno Balbo, y el hijo de uno de ellos, Nazareno. En diversos allanamientos y, de manera casual, muchas piezas fueron recuperadas, y se comprobó judicialmente que fueron quienes habían sustraido el reloj, pese a que siempre negaron la autoría del hecho y la pieza nunca fue recuperada.